# Sophie-Anne Leclerq
Sophie-Anne Leclerq es un personaje ficticio de la saga The Southern Vampire Mysteries escrita por Charlaine Harris, y de la serie de HBO True Blood, en la cual es interpretada por Evan Rachel Wood. Es la reina vampira de Louisiana y sheriff del Área 1 al mismo tiempo; fue introducida por primera vez en la sexta novela, Definitivamente muerta y, en la serie de la HBO, en la segunda temporada, aunque en la primera temporada se la menciona.

## Descripción
El sexto libro Definitivamente muerta, Sookie Stackhouse ve por primera vez a Sophie-Anne. Esta es descrita como de estatura media, piel blanca, pelo negro y ojos azules. Cuando fue convertida rondaría los 15 años. Sophie-Anne cuida mucho su aspecto físico y va siempre vestida elegantemente. En Todos juntos y muertos se menciona que es raro verla con el pelo suelto.
Como muchos vampiros, es bisexual.

## Historia

### Vida humana
Sophie-Anne Leclerq nació en un pueblo del norte de Francia, probablemente cercano a Lotaringia, hace unos mil cien años en el momento en que se sitúa Definitivamente muerta. Nació en una familia humilde, y en aquel entonces se llamaba Judith. Cuando contaba con cerca de 12 años, un buhonero visitó su aldea y desencadenó una enfermedad que diezmó a los habitantes. Solo sobrevivieron su hermano mayor Clovis y ella. A partir de aquí, su vida fue miserable, ya que su hermano la violaba y prostituía para manternelos a los dos. Una noche se cruzaron con un vampiro llamado Alain, que se alimentó de su hermano hasta matarlo pero dejó a Judith con vida y la acogió. Judith quería ser convertida, pero Alain no, ya que siguió vendiéndola a otros hombres tal como su hermano hiciera y no podía permitir que se dieran cuenta de que era un vampiro. 
Alain y ella recorrieron el norte de Francia hasta que dieron con una aldea en la que Alain había drenado a la mujer del cacique, por lo que rápidamente fue apresado. Entonces, Judith hace un trato con él, por el cual ella es convertida de forma que después pueda romper las ataduras de su creador y escapar. Sin embargo, a los tres días despierta y el vampiro Alain ha muerto a manos del cacique. Judith le perdona la vida al cacique, agradeciéndole que la librase de quien la había esclavizado.

### Como vampira, en Francia
Años después, encuentra a André, un chiquillo del que también habían abusado, y lo convierte. Nunca se han separado, algo inusual, ya que lo normal es que tras varios años los vampiros se separen de sus creadores y tomen su propio camino. Sophie-Anne, en algún punto, conoce también a los hermanos Wybert y Sigebert, guerreros sajones, a los que convierte y mantiene a su lado.

### Reinado en Luisiana
Se desconoce cómo llegó a ser reina de Luisiana, así como durante cuánto tiempo exactamente, aunque se menciona que lleva establecida en Nueva Orleans unos cien años. 
Siendo ya reina, conoce a Hadley, la prima de Sookie, de la que siente compasión dado que también sufrió abusos cuando era pequeña, y termina enamorándose de ella. Esto la lleva a convertir a Hadley en vampira. Sin embargo, también decide casarse con el rey vampiro de Arkansas, Peter Threadgill, por intereses meramente políticos. Hadley no lo aprueba, aunque la reina le da uno de los brazaletes regalo de bodas de Threadgill en prenda de su amor. 
Poco después, en su fiesta en su monasterio en Nueva Orleans, Peter Threadgill y sus súbditos atacan a la reina para hacerse con Luisiana. Aunque  pensaba desencadenarlo a partir de la pérdida del brazalete, Sookie lo encuentra y se lo devuelve a tiempo a la reina. Por lo tanto, les atacan sin más. La reina queda herida, pero André mata a Threadgill.
Sophie-Anne es entonces acusada del asesinato del rey de Arkansas y se decide que su juicio tenga lugar durante la cumbre vampírica de Rhodes. Para evitar someterse a juicio, le ordena a Sigebert que termine con Jennifer Cater, la principal acusadora, que es ahora reina de Arkansas; así como al resto de los vampiros de ese estado. Como uno de ellos escapa, contrata después a un vampiro recién convertido para que lo mate durante el juicio. Finalmente es declarada inocente y se le concede Arkansas como herencia.
Sufre el ataque terrorista de la Hermandad del Sol en el hotel Pyramid of Gizeh, del que consigue salir con vida pero le cuesta las piernas. También pierde a su hijo más querido, André, que estacado por Quinn para proteger a Sookie. 
Tras el huracán Katrina y el atentado en Rhodes, el rey de Nevada conquista la debilitada Luisiana. Sophie-Anne es asesinada por alguno de los vampiros de Nevada, aunque su último hijo, Sigebert, sobrevive y busca vengarla.

## Progenie
Sophie-Anne tiene, que se sepa, a cuatro vampiros como progenie: André, Wybert y Sigebert, y Hadley. Es capaz de comunicarse mentalmente con ellos, y ha podido mantenerlos a su lado tanto tiempo gracias a una cualidad especial suya que le granjea la lealtad de sus conversos.

## Sophie-Anne en la serie de la HBOTrue Blood
En la adaptación para la televisión de la novela, la actriz que le da vida al personaje es Evan Rachel Wood. Además de las diferencias físicas (en la serie es pelirroja y viste a la moda de los años 50), la actriz le ha dado un toque más pícaro y carismático. 
En la serie tiene a Hadley Stackhouse como amante humana, aunque también parece que la quiere con sinceridad. Es Hadley quien le cuenta a la reina que Sookie tiene poderes telepáticos dado que es descendiente de hadas.